# Ángel Patrick
Pour les articles homonymes, voir Patrick.
Ángel Rogelio Patrick Garth, né le 27 février 1992 au Panama, est un footballeur international panaméen, qui évolue au poste de défenseur aux Cafetaleros de Tapachula, en Liga de Ascenso.

## Biographie

### Carrière internationale
Ángel Patrick compte cinq sélections avec l'équipe du Panama depuis 2014.
Il est convoqué pour la première fois en équipe du Panama par le sélectionneur national Hernán Darío Gómez, pour un match amical contre Cuba le 20 août 2014. Le match se solde par une victoire 4-0 des Panaméens.
Il est sélectionné pour disputer la Gold Cup 2015 pour pallier le forfait de Roberto Chen, où il joue une rencontre.
Le 22 juin 2017, il fait partie des 23 appelés par le sélectionneur national pour la Gold Cup 2017.